# Savagetown

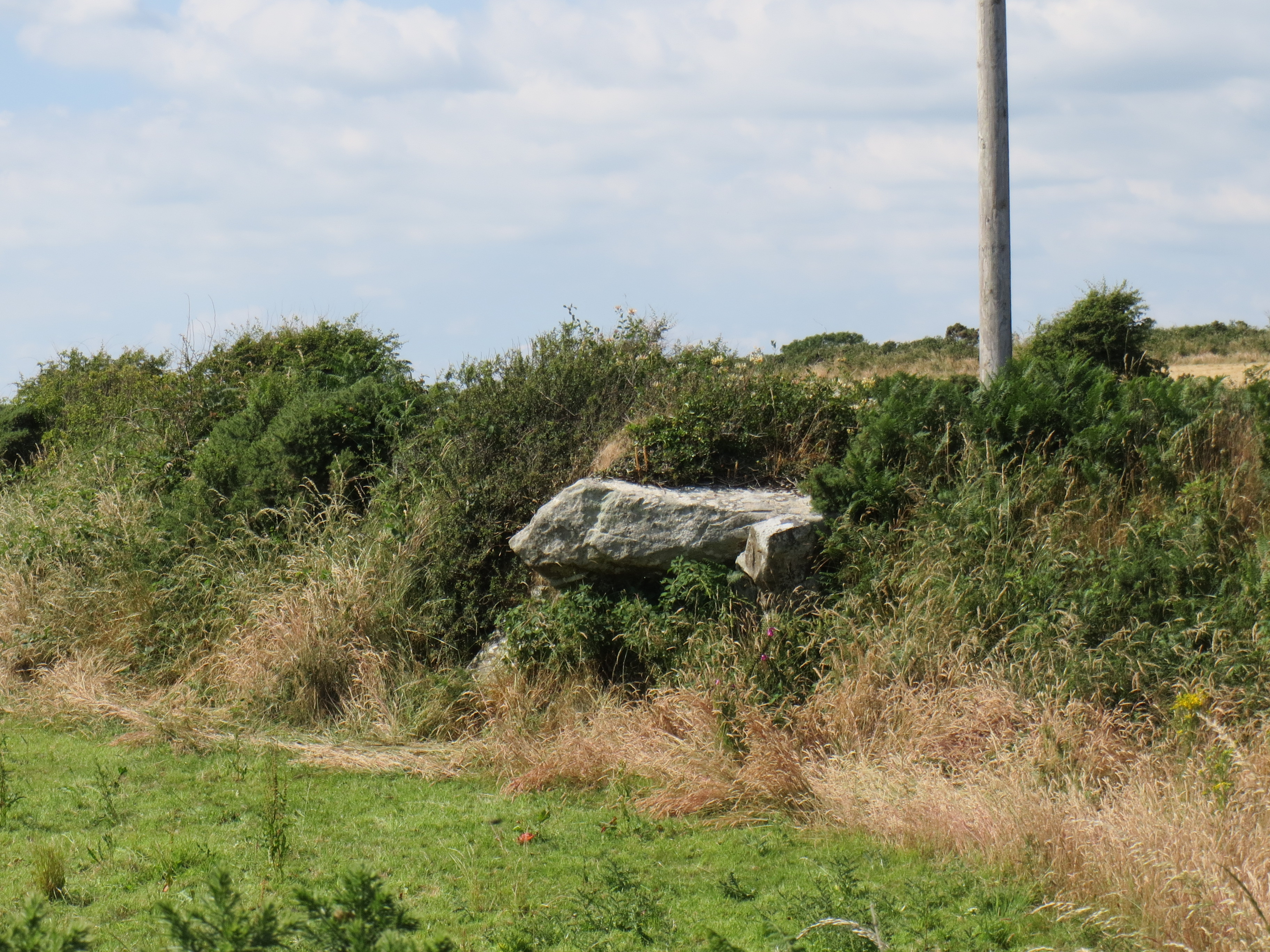
Portal Tomb von Savagetown

Das Portal Tomb von Savagetown (irisch Baile an tSabháistigh) liegt etwa 2,0 km westlich von Dunhill und westlich von Tramore, östlich von Kill im County Waterford in Irland. Als Portal Tombs werden auf den Britischen Inseln Megalithanlagen bezeichnet, bei denen zwei gleich hohe, aufrecht stehende Steine mit einem Türstein dazwischen, die Vorderseite einer Kammer bilden, die mit einem zum Teil gewaltigen Deckstein bedeckt ist.
Die Lage in einer stark bewachsenen Feldgrenze macht es schwierig, das gesamte Denkmal zu sehen. Sichtbar ist der etwa 3,4 Meter lange Deckstein, der auf einem Portalstein und dem südlichen Seitenstein aufliegt. Der Endstein ist auch vorhanden.
Etwa 250 Meter nordöstlich stand ein 1,4 Meter hoher Menhir, der in den 1980er Jahren entfernt wurde.